# Incheville
Incheville là một xã thuộc tỉnh Seine-Maritime trong vùng Normandie miền bắc nước Pháp.

## Huy hiệu
| Arms of Incheville | The arms of Incheville are blazoned: Azure, a ratchet wheel argent, on a chief gules a leopard Or, armed and langued azure. |

## Dân số
| Năm | 1962 | 1968 | 1975 | 1982 | 1990 | 1999 | 2006 |
| --- | ---- | ---- | ---- | ---- | ---- | ---- | ---- |
| Dân số | 1257 | 1457 | 1521 | 1673 | 1484 | 1431 | 1410 |
| From the year 1962 on: No double counting—residents of multiple communes (e.g. students and military personnel) are counted only once. |      |      |      |      |      |      |      |